# Heinz Gietz
Heinz Gietz (* 31. März 1924 in Frankfurt am Main; † 24. Dezember 1989 in Köln) war ein deutscher Komponist, Musikproduzent, Arrangeur und Liedtexter. Gemeinsam mit Kurt Feltz bildete Gietz in Köln eines der erfolgreichsten Autorenteams des deutschen Nachkriegsschlagers. Er erhielt 30 Goldene Schallplatten und verfasste über 40 Filmmusiken.

## Ausbildung
Ab 1935 erhielt er Violinenunterricht, ab 1937 auch Klavierunterricht. Von 1941 an besuchte er Dr. Hoch’s Konservatorium in Frankfurt und sammelte dort erste Erfahrungen mit Jazz durch Carlo Bohländer und Emil Mangelsdorff. Die jungen Frankfurter Musiker Bohländer und Mangelsdorff formierten während der Zeit des Nationalsozialismus 1941 mit dem Klarinettisten Charly Petri, dem Pianisten bzw. Bassisten Hans Otto Jung und dem Schlagzeuger Hans Podehl eine Jazzband, die Joachim-Ernst Berendt zufolge „die Keimzelle für den Frankfurter Nachkriegsjazz“ bilden sollte. 1943 wurde Gietz zum Reichsarbeitsdienst beordert und zur Wehrmacht eingezogen.
Am 17. Mai 1945 erhielten die Musiker des Hotclub Sextett von der us-amerikanischen Besatzungsbehörde eine Lizenz, durch die öffentliche Auftritte gestattet wurden. In dem Ensemble, das noch bis 1948 bestand, spielten in der Nachkriegszeit Heinz Gietz (Piano), der Tenorsaxophonist Werner Dies, die Gitarristen Heinz Tischmann und Béla Martinelly, der Bassist Steve Spiegel sowie der Schlagzeuger Willy „Bottle“ Kühn. Auftritte hatte das Sextett überwiegend in den US-amerikanischen Clubs. Ab 1948 trat das Sextett in veränderter Besetzung auf (mit Bohländer, Dies, Gietz, Louis Freichel (Vibraphon), Jung (Bass) und Horst Lippmann (Schlagzeug)).

## Erste Kompositionen
Mit seiner ersten Komposition wurde Gietz 1946 in die STAGMA (Rechtsvorgängerin der GEMA) als Mitglied aufgenommen. Nach der Währungsreform 1948 war er hauptberuflich als Komponist und Arrangeur für den Hessischen Rundfunk tätig. Im Jahre 1949 wurde der erste Titel mit einer Heinz-Gietz-Komposition (Scharfe Kurven) registriert, der jedoch nicht interpretiert wurde. Sein erstes Arrangement fertigte er für den am 11. Juni 1951 aufgenommenen Titel Das machen nur die Beine von Dolores von Gerhard Wendland. Am 18. März 1952 entstand für Gitta Lind eine der ersten Gietz-Kompositionen unter dem Titel Ein Traum. Es folgte am 2. Februar 1953 seine Komposition Blumen für die Dame für Gitta Lind, sein erster Hit.
Mit der Neuentdeckung Caterina Valente entstanden 1953 erste Probeaufnahmen beim Südwestfunk in Baden-Baden. Im gleichen Jahr begann eine lange und erfolgreiche Zusammenarbeit mit dem Textdichter und Produzenten Kurt Feltz. Heinz Gietz komponierte (zusammen mit Feltz) und arrangierte am 29. März 1954 die ersten Plattenaufnahmen für Caterina Valente in Köln (O Mama, o Mama, o Mamajo; Istanbul; Ja in Madrid und Barcelona mit dem Orchester Kurt Edelhagen). Unter Gietz wurde „die Valente“ zum internationalen Superstar.

## Musikfilme als Vehikel für Hits
Am 14. Oktober 1955 wurde der Film Liebe, Tanz und 1000 Schlager mit den Hits Casanova (Caterina Valente) und Eventuell, eventuell (Caterina Valente und Peter Alexander) uraufgeführt. Es folgte am 31. Januar 1956 Bonjour Kathrin mit den Hits Komm ein bisschen mit nach Italien und Es geht besser, besser, besser (Peter Alexander, Caterina Valente und Silvio Francesco). Aus dem gleichen Film stammt auch  Steig in das Traumboot der Liebe (Club Indonesia), veröffentlicht im April 1956 (Platz Nummer eins der deutschen Hitparade). Im selben Jahr wurden die Filme Du bist Musik (21. September 1956) mit dem gleichnamigen Titelsong und Das hab ich gleich gewusst, beide interpretiert von Caterina Valente, sowie die Musikparade (11. Oktober 1956) mit den Hits Ich weiß, was dir fehlt (Peter Alexander) und Im Hafen uns’rer Träume (Peter Alexander und Bibi Johns) gedreht. 1957 folgten weitere Kinohits mit Das haut hin (9. Juli 1957) mit den Schlagern Das tu' ich alles aus Liebe und Ein bisschen mehr, gesungen von Peter Alexander, sowie Das einfache Mädchen (23. August 1957) mit den beiden Hits Tipitipitipso und Dich werd ich nie vergessen, beide gesungen von Caterina Valente. Ein Jahr später entstand der Film Und abends in die Scala (22. Februar 1958), der den größten Evergreen von Gietz Spiel noch einmal für mich, Habanero (bereits im Dezember 1957 erschienen), wiederum gesungen von Caterina Valente, enthält.
Heinz Gietz hatte dafür gesorgt, dass der ehemalige US-Soldat Bill Ramsey im Film Musik im Blut, der am 20. Dezember 1955 in die Kinos kam, eine Gesangsrolle erhielt. Ende 1957 fragte er Ramsey, ob er auch einmal eine Platte aufnehmen wolle. Gietz produzierte mit dem Jazzer Ramsey Stimmungslieder, weil von der jazzigen Aufnahme Go, Man, Go mit Gospel-Hintergrund Ramsey in drei Jahren nur knapp 35.000 Exemplare habe verkaufen können, vom Schlager Souvenirs dagegen 500.000. Am 29. Januar 1959 kam der Film Schlag auf Schlag mit Peter Alexander in die Kinos.
Gietz arbeitete auch weiterhin für deutsche Bigbands und wurde vor allem von Kurt Edelhagen beschäftigt, für dessen Alben Kurt Edelhagen Presents (1957) und A Toast to the Bands (1959) er einige Titel arrangierte, sowie das komplette Album A Toast to the Girls, das Edelhagen 1958 gemeinsam mit Caterina Valente in Köln aufnahm.

## Schlagerproduzent

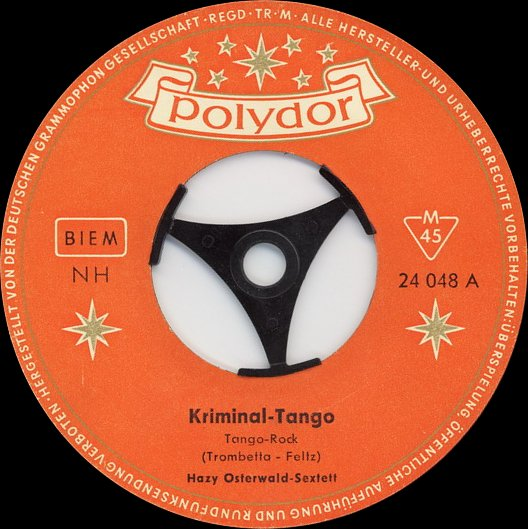
Hazy Osterwald-Sextett – Kriminal-Tango

Chris Howland – Hämmerchen-Polka

Neue erfolgreiche Interpreten in der Zusammenarbeit mit Gietz wurden 1959 Bill Ramsey, der sich auf humoristische Schlager konzentriert hatte, und das Hazy Osterwald Sextett, für das er als erstes das Arrangement zu dem cleveren Titel Kriminal-Tango (Oktober 1959) schrieb. Der im Original aus Italien stammende Hit verkaufte sich eine Million Mal. Offiziell begann seine Produzententätigkeit 1960 in der Musikproduktion Kurt Feltz, der überwiegend textete. Heinz Gietz schrieb dann für Bill Ramsey Telefon aus Paris (Mai 1960; B-Seite von Gina, Gina) und den Tophit Pigalle (Februar 1961), der auch zu einem Evergreen mit einer Vielzahl von Coverversionen wurde.
1961 trennte sich Gietz von der Musikproduktion Feltz, veröffentlichte dort als letzten Hit den Klassiker Zuckerpuppe (aus der Bauchtanz-Truppe) mit Bill Ramsey (August 1961) und übernahm danach als Angestellter bei der Firma EMI-Electrola in Köln die Produktionsleitung in der Abteilung Pop. Sein erster Hit wurde die Hämmerchen-Polka, gesungen von Chris Howland im November 1961. Unter seiner Regie entstanden 1962 die Hits Zwei kleine Italiener / Lady Sunshine und Mister Moon mit Conny Froboess (Februar 1962), die deutsche Coverversion von Speedy Gonzales (mit dem Titel Kleiner Gonzales) mit Rex Gildo (Juni 1962), eine seiner Kompositionen Ohne Krimi geht die Mimi nie ins Bett mit Bill Ramsey (24. Juli 1962, Ramseys Einstand bei EMI nach dem Wechsel von Polydor), Die große Nummer wird gemacht mit Ralf Bendix (November 1962) sowie die Halbstarken-Hymne Motorbiene mit Benny Quick (November 1962) gehörten zu den Verkaufshits des Jahres. Seine Produktion des mit innovativem Schlagertext versehenen Titels Ich will ’nen Cowboy als Mann von Gitte Hænning entwickelte sich nach Veröffentlichung im Juni 1963 zum Millionenseller.
Ende 1964 nahm die EMI in Köln die zuvor prämierte deutsche Beatband The Lords unter Vertrag und vermarktet sie fortan als Die deutschen Beatles. Als erste Single entstand Ende 1964 der einzige deutschsprachige Titel Hey Baby, laß' den Andern / Tobacco Road unter der Produktionsregie von Heinz Gietz, der von nun an alle großen Hits und LPs der Gruppe produzierte.
Gietz produzierte und/oder komponierte bei Electrola seit 1953 insgesamt 46 Titel für Bill Ramsey (darunter die großen Hits Souvenirs, Pigalle und Ohne Krimi geht die Mimi nie ins Bett), 33 Titel für Caterina Valente (darunter Fiesta Cubana, Eventuell, Bonjour Kathrin, Wo meine Sonne scheint), 31 Titel für Cindy & Bert, 7 Titel für Howland, 82 für Freddy Breck (darunter Bianca, Rote Rosen), 50 für die Lords (darunter alle großen Hits), 11 für Ireen Sheer seit 1979 und 23 für Gitte und Rex Gildo (Vom Stadtpark die Laternen).

## Eigenes Plattenlabel

Horst Muys - Ne Besuch em Zoo

Im Jahre 1965 trennte sich Heinz Gietz wieder von der EMI, produzierte aber die Lords bis 1967 weiter und baute innerhalb von zwei Jahren sein eigenes Plattenlabel Cornet-Records auf. Das Label begann 1966 mit dem Album Big Beat Bombs von den Jay Five, einer bayerischen Band, die oft Graham Bonney und Bill Ramsey begleitete. Erste Hitparadennotiz für das Label war Peter Orloffs Es ist nie zu spät im September 1967. Bis 1970 folgten weitere Hit-Veröffentlichungen auf dem Label wie Monja mit Roland W. (Dezember 1967) oder Mucho Amore für Jacqueline Boyer (März 1969). 1970 eröffnete er die label-eigenen Tonstudios Cornet-Studios.
Das Label bemühte sich für sein Repertoire auch um Kölner Karnevalsgrößen. Im Dezember 1969 nahm in den Cornet-Studios Horst Muys das vom Kölner Mundartkomponisten Hans Knipp verfasste Ne Besuch em Zoo auf, dass dem Cornet-Label einen Umsatz von 100.000 verkauften Singles einbrachte. Ab 1970 nahmen hier das Eilemann-Trio, Lotti Krekel oder Ludwig Sebus auf. Im Jahr 1971 entdeckte Gietz die Kölner Mundart-Gruppe De Bläck Fööss, und er produzierte deren erste Hits Drink doch eine met, In unserem Veedel sowie den Klassiker Mer losse d’r Dom in Kölle. 1971 begann die Zusammenarbeit mit Freddy Breck (1971: My Sweet, Sweet Candy und Carola) und Cindy & Bert, die in den kommenden Jahren auch alle nicht von Gietz komponierten Hits auf seinem Cornet-Label herausbrachten (u. a. Immer wieder Sonntags, Februar 1973). Rico Lanza, der uneheliche Sohn von Mario Lanza, erreichte im Juli 1973 die Charts mit der Gietz-Komposition Mama Dolores.
1975 reaktivierte Gietz wieder die Zusammenarbeit mit Caterina Valente. Nach 16 Jahren bei der deutschen Decca-Filiale wechselt sie zur EMI, und der erste neugeschriebene Titel Wo die Musikanten sind verschaffte ihr ein beachtliches Comeback. Im Juli 1975 wurde Der große Zampano ein mittlerer Hit für Freddy Breck. Als 1977 das Cornet-Label liquidiert werden musste, arbeitete Gietz als freier Produzent wieder für die EMI Electrola.
Im Oktober 1978 konnte Caterina Valente mit Manuel noch einmal in die Hitparade vordringen. Dieser Gietz-Komposition folgte 1979 einen weiteren Hit. Seine zweite Komposition Das Lied von Manuel, gesungen von Manuel & Pony, belegte im August 1979 Platz fünf der Hitparade. Manuel war der Junge, der Caterina Valente bei ihrer ersten Aufnahme im Falsett begleitete. Ab 1982 produzierte und komponierte er Songs für Andy Borg. Die letzte Gietz-Komposition für Freddy Breck war 1985 Im Wind der Nacht. Im Dezember 1988 wurde das Cornet-Label eingestellt.

## Arbeit für das Fernsehen
Im deutschen Fernsehen war er oft als musikalischer Leiter oder Arrangeur tätig. 1963 übernahm Heinz Gietz die musikalische Leitung der Peter-Weck-Show im ARD-Fernsehen. Er schrieb 1963 für die TV-Serie Musik für Sie und im selben Jahr Verliebt, verlobt, verheiratet (gesungen von Conny Froboess und Peter Alexander) für den Film Der Musterknabe. 1975 wurde Gietz musikalischer Leiter und Arrangeur der zu ihrer Zeit erfolgreichsten ZDF-Samstagabend-Show Musik ist Trumpf. Bis 1981 produzierte er die Musik für über 20 Ausgaben dieser TV-Samstagabend-Show, deren Titelmelodie ebenfalls aus seiner Feder stammte.
Am 6. Oktober 1984 widmete das ZDF dem Komponisten Heinz Gietz eine Gala zum 60. Geburtstag mit dem Titel: „Musik liegt in der Luft“ mit Harald Juhnke als Moderator und vielen Stars wie Caterina Valente, Rex Gildo, Bill Ramsey, Werner Schumacher, Andy Borg, Silvio Francesco, Orchester Horst Jankowski, Botho Lucas Chor u. a.
Auch in den kommenden Jahren arbeitete Heinz Gietz als musikalischer Leiter und Arrangeur verstärkt für Unterhaltungsshows im deutschen Fernsehen. So u. a. Zug um Zug, Und die Musik spielt dazu (1986) und der Internationale Artisten-Preis.
Heinz Gietz starb am 24. Dezember 1989 im Alter von 65 Jahren in Köln. Sein Sohn Alexander arbeitet auch in Köln als Musikproduzent und produziert u. a. die Musik seiner 2015 nach 25 Jahren des Zusammenlebens angetrauten Ehefrau Sylvia Vrethammar, welche bereits mit seinem Vater arbeitete.
2013 wurde von der Stadt Rösrath beschlossen eine neuerschlossene, 120 Meter lange Straße in der Umgebung der Adresse Auf der Hedwigshöhe 14, wo Gietz bis 1986 lebte, in Heinz-Gietz-Weg zu benennen.

## Erfolge (Auswahl, soweit nicht im Text erwähnt)
- Oklahoma Tom (Schauberg & Bartels), 1953
- Baiao Bongo (Caterina Valente), 1954
- Smoky (Die Sieben Raben), 1956
- Spiel’ noch einmal für mich, Habañero (Caterina Valente), 1957
- Musik liegt in der Luft (Caterina Valente), 1957
- Nimm mich mit nach Cheriko (Peter Alexander), 1960
- Nur eine schlechte Kopie (Greetje Kauffeld), 1961
- Musik ist Trumpf (Hazy Osterwald Sextett), 1961
- Wenn Du musikalisch bist (Gitte), 1964
- Spaniens Gitarren (Cindy & Bert), 1973
- Wenn die Rosen erblühen in Malaga (Cindy & Bert), 1975
- Mit einem bunten Blumenstrauß (Freddy Breck), 1975
- Die Sterne steh’n gut (Freddy Breck), 1977
- Mach was schönes aus diesem Tag (Freddy Breck), 1977
- Das Lied von Manuel (Manuel & Pony), 1979
- Mädchen (Freddy Breck), 1979
- Bodega Blanca (Freddy Breck), 1982
- Ich will nicht wissen, wie du heißt (Andy Borg), 1984
- Komödiant (Wanja), 1972 (Freddy Breck), 2008

## Filmmusiken
- 1954: Das ideale Brautpaar
- 1955: Ball im Savoy
- 1955: Liebe, Tanz und 1000 Schlager
- 1956: Bonjour Kathrin
- 1956: Küß mich noch einmal
- 1956: Du bist Musik
- 1956: Musikparade
- 1956: Ein Mann muß nicht immer schön sein
- 1957: Das haut hin
- 1957: Das einfache Mädchen
- 1957: Casino de Paris
- 1957: Liebe, Jazz und Übermut
- 1958: Wehe, wenn sie losgelassen
- 1958: Und abends in die Scala
- 1958: So ein Millionär hat’s schwer
- 1958: Münchhausen in Afrika
- 1959: Hier bin ich – hier bleib ich
- 1959: Schlag auf Schlag
- 1959: Ich bin kein Casanova
- 1959: Salem Aleikum
- 1959: Peter schießt den Vogel ab
- 1960: Im weißen Rößl
- 1960: Kriminaltango
- 1960: Ich zähle täglich meine Sorgen
- 1961: Die Abenteuer des Grafen Bobby
- 1961: Musik ist Trumpf
- 1962: Mariandls Heimkehr
- 1963: Ist Geraldine ein Engel?
- 1964: Jetzt dreht die Welt sich nur um dich
- 1964: Die Goldsucher von Arkansas
- 1965: Sie nannten ihn Gringo
- 1966: Graf Bobby, der Schrecken des Wilden Westens
- 1969: Warum ich Dich liebe
- 1969: Liebe durch die Hintertür